# لاریان استودیوز
لاریان استودیوز (انگلیسی: Larian Studios) شرکت بازی ویدئویی بلژیکی است، که در سال ۱۹۹۶ تأسیس شد.